# دور تباهی
دور تباهی (انگلیسی: Round the Decay) یک فیلم ترسناک مستقل آمریکایی محصول سال ۲۰۲۵ به کارگردانی، نویسندگی و تهیه‌کنندگی آدام نیومن است.
این فیلم در ۳۱ ژانویه ۲۰۲۵ در ایالات متحده منتشر شد.

## خلاصه داستان
گروهی از گردشگران و شهروندان در یک روز به ظاهر عادی در دره نیوپورت در ایالت نیوهمپشایر مستقر می‌شوند، غافل از اینکه حضوری شیطانی در کمین است و…

## بازیگران
- ویکتوریا میرر در نقش کنزی رودز
- دامیان مافی در نقش مونرو
- سینا هوبرت راس در نقش روزالین «رز» جکسون
- کری هیت در نقش بارت بلیکول
- الکسیس صفویان در نقش آیدا کازاریان
- فیل دوران در نقش لارولد هیز